# 里奧格蘭德 (火地島省)
里奧格蘭德（西班牙語：Río Grande）是阿根廷的城鎮，位於該國南部，由火地省負責管轄，始建於1921年7月11日，面積12,181平方公里，處於海拔水平面，2010年人口67,038。

## 外部連結
- Fishing （英文）
- Description （西班牙文）
- Description （西班牙文）
- Government website （西班牙文）